# Billboard Music Awards de 2021
O Billboard Music Awards de 2021 foi realizado em 23 de maio de 2021, no Microsoft Theater, em Los Angeles, Califórnia, nos Estados Unidos. A cerimônia foi transmitida ao vivo pela NBC e contou com o cantor Nick Jonas como apresentador.
Os indicados nas categorias Artista Top 100, Cantor Latino e Cantora de Rap foram anunciados em 28 de abril de 2021. A lista completa de indicações foi apresentada em 29 de abril de 2021. The Weeknd foi o artista mais indicado, com dezesseis indicações. A cantora P!nk recebeu o Prêmio Ícone.

## Antecedentes
Os finalistas e vencedores selecionados do Billboard Music Awards de 2021 serão baseados nas paradas e relatórios da Billboard de 21 de março de 2020 a 3 de abril de 2021. Existem duas categorias votadas por fãs: Melhor Artista Social e Melhor Colaboração. Devido à pandemia COVID-19, não será entregue nenhum prêmio de turnê, incluindo Melhor Artista em Turnê. Em 30 de abril de 2021, o cantor estadunidense Nick Jonas foi anunciado como apresentador da cerimônia. Em 4 de maio de 2021, a cantora estadunidense P!nk foi anunciada como a recebedora do Prêmio Ícone da Billboard, e a primeira artista confirmada a se apresentar na cerimônia.
Embora o cantor de música country Morgan Wallen tenha recebido seis indicações este ano, os produtores do Billboard Music Awards anunciaram que ele não será convidado a comparecer à cerimônia, devido a um vídeo disponibilizado no início deste ano, pelo site TMZ, dele usando um insulto racial enquanto estava com seus amigos em Nashville, no estado do Tennessee, EUA. Em um comunicado, a produtora observou: "Como sua conduta recente não se alinha com nossos valores fundamentais, não o incluiremos no programa em qualquer função (performance, apresentação de artistas musicas, entrega e aceitação de prêmios)." A empresa também declarou que as indicações do cantor foram baseadas exclusivamente em seu desempenho nas paradas da Billboard.
A lista dos Melhores Artistas da Década de 2010 da Billboard foi oficialmente revelada em 11 de maio de 2021. O artista canadense Drake ficou em primeiro lugar e recebeu o Prêmio Artista da Década. A cantora estadunidense Taylor Swift, que ficou em 2º lugar, foi a melhor cantora da década de 2010. A lista completa é a seguinte:
1. Drake
2. Taylor Swift
3. Bruno Mars
4. Rihanna
5. Adele
6. Ed Sheeran
7. Justin Bieber
8. Katy Perry
9. Maroon 5
10. Post Malone

## Performances
Iniciando em 10 de maio de 2021, os artistas foram anunciados diariamente, até o dia da cerimônia, através das mídias sociais.
| Artista(s)                       | Canção(ões) | Apresentado(s) por        |
| -------------------------------- | --- | ------------------------- |
| DJ Khaled H.E.R. Migos           | "We Going Crazy" | —                         |
| Doja Cat SZA                     | "Kiss Me More" | Nick Jonas                |
| Twenty One Pilots                | "Shy Away" | Nick Jonas                |
| Alicia Keys                      | Medley de Songs in A Minor: "Piano & I" "A Woman's Worth" How Come You Don't Call Me" Fallin'"                                                                  | Michelle Obama            |
| AJR                              | "Bang!" "Way Less Sad" | Dixie D'Amelio            |
| P!nk                             | "Cover Me in Sunshine" "All I Know So Far" Medley: "Get the Party Started" So What" Blow Me (One Last Kiss)" Who Knew" Just Like a Pill" Just Give Me a Reason" | Jon Bon Jovi              |
| Sounds of Blackness[a] Ann Nesby | "Optimistic" | Jimmy Jam and Terry Lewis |
| Karol G                          | "Bichota" "El Makinon" | Nick Jonas                |
| BTS[b]                           | "Butter" | Padma Lakshmi             |
| Bad Bunny                        | "Te Deseo Lo Mejor" | Nick Jonas                |
| Glass Animals                    | "Heat Waves" | Kathryn Hahn              |
| the Weeknd                       | "Save Your Tears" | Henry Golding             |
| Duran Duran[c] Graham Coxon      | "Notorious" "Invisible" "Hungry Like the Wolf" | Priyanka Chopra           |
| Jonas Brothers Marshmello        | Medley: "Leave Before You Love Me" "Sucker" Only Human" "Remember This" "What a Man Gotta Do"                                                                   | Kelsea Ballerini          |

Notas
- ↑[a]  Pré-gravado no Paisley Park, em Minneapolis, Minnesota, nos Estados Unidos.
- ↑[b]  Pré-gravado em Seul, na Coreia do Sul.
- ↑[c]  Pré-gravado em Londres, Inglaterra.

## Vencedores e indicados
| Melhor Artista (apresentado por Leslie Odom Jr.) | Melhor Cantor | Melhor Cantora |
| --- | --- | --- |
| - The Weeknd - Drake - Juice WRLD - Pop Smoke - Taylor Swift | - The Weeknd - Drake - Pop Smoke - Lil Baby - Juice WRLD | - Taylor Swift - Billie Eilish - Ariana Grande - Dua Lipa - Megan Thee Stallion |
| Artista Revelação | Melhor Dupla/Grupo | Melhor Colaboração (votado pelos fãs) |
| - Pop Smoke - Gabby Barrett - Doja Cat - Jack Harlow - Rod Wave | - BTS - AC/DC - AJR - Dan + Shay - Maroon 5 | - Gabby Barrett com part. de Charlie Puth – "I Hope" - 24kGoldn com part. de Iann Dior – "Mood" - Chris Brown & Young Thug – "Go Crazy" - DaBaby com part. de Roddy Ricch – "Rockstar" - Jack Harlow com part. de DaBaby, Tory Lanez & Lil Wayne – "Whats Poppin"             |
| Melhor Artista da Hot 100 (apresentado por Lil Rel Howery) | Melhor Canção da Hot 100 (apresentado por Lil Baby e Nick Jonas) | Melhor Artista da Billboard 200 |
| - The Weeknd - DaBaby - Drake - Dua Lipa - Pop Smoke | - The Weeknd – "Blinding Lights" - 24kGoldn com part. de Iann Dior – "Mood" - Gabby Barrett com part. de Charlie Puth – "I Hope" - Chris Brown & Young Thug – "Go Crazy" - DaBaby com part. de Roddy Ricch – "Rockstar" | - Taylor Swift - Drake - Juice Wrld - Post Malone - Pop Smoke |
| Melhor Álbum da Billboard 200 (apresentado por Cynthia Erivo) | Melhor Artista de Streaming | Melhor Canção de Streaming |
| - Pop Smoke – Shoot for the Stars, Aim for the Moon - Juice Wrld – Legends Never Die - Lil Baby – My Turn - Taylor Swift – Folklore - The Weeknd – After Hours                                                      | - Drake - DaBaby - Lil Baby - Pop Smoke - The Weeknd | - "Rockstar" – DaBaby com part. de Roddy Ricch - "WAP" – Cardi B com part. de Megan Thee Stallion - "Life Is Good" – Future com part. de Drake - "Whats Poppin" – Jack Harlow com part. de DaBaby, Tory Lanez & Lil Wayne - "Blinding Lights" – The Weeknd                    |
| Melhor Artista das Rádios | Melhor Canção das Rádios | Artista com Mais Canções Vendidas |
| - The Weeknd - Justin Bieber - Lewis Capaldi - Dua Lipa - Harry Styles | - "Blinding Lights" – The Weeknd - "I Hope" – Gabby Barrett com part. de Charlie Puth - "Go Crazy" – Chris Brown & Young Thug - "Don't Start Now" – Dua Lipa - "Adore You" – Harry Styles                               | - BTS - Justin Bieber - Megan Thee Stallion - Morgan Wallen - The Weeknd |
| Canção Mais Vendida (apresentado por Gabrielle Union) | Melhor Artista Social (votado pelos fãs) | Melhor Artista de R&B |
| - BTS – "Dynamite" - Gabby Barrett com part. de Charlie Puth" – I Hope" - Cardi B com part. de Megan Thee Stallion – "WAP" - Megan Thee Stallion com part. de Beyoncé – "Savage" – - The Weeknd – "Blinding Lights" | - BTS - Blackpink - Ariana Grande - SB19 - Seventeen | - The Weeknd - Jhené Aiko - Justin Bieber - Chris Brown - Doja Cat |
| Melhor Cantor de R&B | Melhor Cantora de R&B | Melhor Álbum de R&B |
| - The Weeknd - Justin Bieber - Chris Brown | - Doja Cat - Jhené Aiko - SZA | - After Hours – The Weeknd - Chilombo – Jhené Aiko - Slime & B – Chris Brown & Young Thug - Hot Pink – Doja Cat - It Was Good Until It Wasn't – Kehlani |
| Melhor Canção de R&B | Melhor Artista de Rap | Melhor Cantor de Rap |
| - "Blinding Lights" – The Weeknd - "B.S."Jhené Aiko – com part. de H.E.R. - "Intentions" – Justin Bieber com part. de Quavo - "Go Crazy" – Chris Brown & Young Thug - "Say So" – Doja Cat                           | - Pop Smoke - DaBaby - Drake - Juice Wrld - Lil Baby | - Pop Smoke - Juice Wrld - Lil Baby |
| Melhor Cantora de Rap | Melhor Álbum de Rap | Melhor Canção de Rap (apresentado por Swizz Beatz) |
| - Megan Thee Stallion - Cardi B - Saweetie | - Shoot for the Stars, Aim for the Moon – Pop Smoke - Blame It on Baby – DaBaby - Legends Never Die – Juice Wrld - My Turn – Lil Baby - Eternal Atake – Lil Uzi Vert                                                    | - DaBaby com part. de Roddy Ricch – "Rockstar" - 24kGoldn com part. de Iann Dior – "Mood" - Cardi B com part. de Megan Thee Stallion – "WAP" - Jack Harlow com part. de DaBaby, Tory Lanez & Lil Wayne – "Whats Poppin" - Megan Thee Stallion com part. de Beyoncé – "Savage" |
| Melhor Artista de Country | Melhor Cantor de Country | Melhor Cantora de Country (apresentado por Renée Elise Goldsberry) |
| - Morgan Wallen - Gabby Barrett - Kane Brown - Luke Combs - Chris Stapleton | - Morgan Wallen - Luke Combs - Chris Stapleton | - Gabby Barrett - Maren Morris - Carrie Underwood |
| Melhor Dupla/Grupo de Country | Melhor Álbum de Country | Melhor Canção de Country (apresentado por Renée Elise Goldsberry) |
| - Florida Georgia Line - Dan + Shay - Maddie and Tae | - Dangerous: The Double Album – Morgan Wallen - Goldmine – Gabby Barrett - Southside – Sam Hunt - Starting Over – Chris Stapleton - My Gift – Carrie Underwood                                                          | - "I Hope" – Gabby Barrett com part. de Charlie Puth - "Got What I Got" – Jason Aldean - "One of Them Girls" – Lee Brice - "Chasin' You" – Morgan Wallen - "More Than My Hometown" – Morgan Wallen                                                                            |
| Melhor Artista de Rock (apresentado por Chelsea Handler) | Melhor Álbum de Rock | Melhor Canção de Rock |
| - Machine Gun Kelly - AC/DC - AJR - Five Finger Death Punch - Twenty One Pilots | - Tickets to My Downfall – Machine Gun Kelly - Power Up – AC/DC - Plastic Hearts – Miley Cyrus - Dreamland – Glass Animals - Letter to You – Bruce Springsteen                                                          | - "Bang!" – AJR - "Monsters" – All Time Low com part. de Blackbear - "Heat Waves" – Glass Animals - "My Ex's Best Friend" – Machine Gun Kelly com part. de Blackbear - "Level of Concern" – Twenty One Pilots                                                                 |
| Melhor Artista Latino (apresentado por Lena Waithe) | Melhor Cantor Latino | Melhor Cantora Latina |
| - Bad Bunny - Anuel AA - J Balvin - Maluma - Ozuna | - Bad Bunny - J Balvin - Ozuna | - Karol G - Becky G - Rosalía |
| Melhor Dupla/Grupo Latino | Melhor Álbum Latino | Melhor Canção Latina |
| - Eslabón Armado - Banda MS de Sergio Lizárraga - Los dos Carnales | - YHLQMDLG – Bad Bunny - Emmanuel – Anuel AA - El Último Tour Del Mundo – Bad Bunny - Las que No iban a Salir – Bad Bunny - Colores – J Balvin                                                                          | - "Dákiti" – Bad Bunny & Jhay Cortez - "Yo Perreo Sola" – Bad Bunny - "Ritmo (Bad Boys for Life)" – Black Eyed Peas & J Balvin - "Hawái" – Maluma & The Weeknd - "Caramelo" – Ozuna, Karol G & Myke Towers                                                                    |
| Melhor Artista de Dance/Eletrônica | Melhor Álbum de Dance/Eletrônica | Melhor Canção de Dance/Eletrônica |
| - Lady Gaga - The Chainsmokers - Kygo - Marshmello - Surf Mesa | - Chromatica – Lady Gaga - Carte Blanche – DJ Snake - Gravity – Gryffin - Golden Hour – Kygo - Disco – Kylie Minogue | - "Roses" – Saint Jhn - "Stupid Love" – Lady Gaga - "Rain on Me" – Lady Gaga & Ariana Grande - "ILY (I Love You Baby)" – Surf Mesa com part. de Emilee - "Breaking Me" – Topic & A7S                                                                                          |
| Melhor Artista Gospel | Melhor Álbum Gospel | Melhor Canção Gospel |
| - Kanye West - Kirk Franklin - Koryn Hawthorne - Tasha Cobbs Leonard - Maverick City Music | - Maverick City Vol. 3 Part 1 – Maverick City Music - I Am – Koryn Hawthorne - Royalty: Live at the Ryman – Tasha Cobbs Leonard - Maverick City Vol. 3 Part 2 – Maverick City Music - Kierra – Kierra Sheard            | - "Wash Us in the Blood" – Kanye West com part. de Travis Scott - "Speak to Me" – Koryn Hawthorne - "Movin' On" – Jonathan McReynolds & Mali Music - "Thank You For It All" – Marvin Sapp - "We Gon' Be Alright" – Tye Tribbett                                               |
| Melhor Artista Cristão | Melhor Álbum Cristão | Melhor Canção Cristã |
| - Elevation Worship - Casting Crowns - For King & Country - Carrie Underwood - Zach Williams | - My Gift – Carrie Underwood - PeaceBethel Music – - Graves into Gardens – Elevation Worship - Holy Water – We the Kingdom - Rescue Story – Zach Williams                                                               | - "The Blessing (Live)" – Kari Jobe, Cody Carnes, & Elevation Worship - "Famous For (I Believe)" – Tauren Wells com part. de Jenn Johnson - "There Was Jesus" – Zach Williams & Dolly Parton                                                                                  |
| Prêmio Ícone (apresentado por Jon Bon Jovi) | Prêmio Change Maker (apresentado por Tina Knowles) | Prêmio Artista da Década (amigos e familiares de Drake) |
| P!nk | Trae tha Truth | Drake |